# (28842) Bhowmik
(28842) Bhowmik est un astéroïde de la ceinture principale d'astéroïdes.

## Description
(28842) Bhowmik est un astéroïde de la ceinture principale d'astéroïdes. Il fut découvert le 7 mai 2000 à Socorro (Nouveau-Mexique) par le projet LINEAR. Il présente une orbite caractérisée par un demi-grand axe de 2,91 UA, une excentricité de 0,07 et une inclinaison de 1,2° par rapport à l'écliptique.

## Compléments